# Aleksander Ziobro
Aleksander Ziobro (ur. 12 grudnia 1967) – polski lekkoatleta, specjalizujący się w biegach średniodystansowych i długodystansowych.

## Osiągnięcia
- Mistrzostwa Polski seniorów w lekkoatletyce
  - Kielce 1991 – brązowy medal w biegu na 1500 m

- Halowe mistrzostwa Polski seniorów w lekkoatletyce
  - Spała 1992 – srebrny medal w biegu na 1500 m
  - Spała 1993 – brązowy medal w biegu na 3000 m

## Rekordy życiowe
- bieg na 800 metrów
  - stadion – 1:49,54 (Poznań 1992)
- bieg na 1000 metrów
  - stadion – 2:23,88 (Sopot 1992)
- bieg na 1500 metrów
  - stadion – 3:43,00 (Stargard Szczeciński 1991)
- bieg na 3000 metrów
  - stadion – 8:03,29 (Warszawa 1992)

Warszawa